# Мовний туризм
Мовний туризм, або лінгвістичний туризм, є одним із напрямів культурного (освітнього) туризму. На відміну від поїздок, орієнтованих на відвідування пам'яток, музеїв та інших місць, що становлять загальний туристичний інтерес, мовні подорожі мають на меті вивчення або вдосконалення іншої мови і водночас знайомство з місцевою культурою.
Всесвітня туристична організація (ЮНВТО) визначає його як «діяльність, що здійснюється людьми під час подорожей і перебування в місцях, відмінних від їхнього природного середовища, протягом послідовного періоду часу менше одного року, з метою лінгвістичного занурення в мову, відмінну від їхньої власної».
Отже, мовний туризм — це подорож за кордон з метою вивчення іноземної мови.

## Основні напрямки мовних турів
Можна виділити три напрями лінгвістичного туризму:
- мовно-навчальні тури;
- спортивно-навчальні тури;
- професійне вивчення, в тому числі рідкісних або вимираючих мов.

## Особливості мовного туризму
Мовні тури можуть бути: інтенсивні і загальні (стандартні); бізнес-курси, підготовка до міжнародних іспитів; курси на канікулах (поєднання розваг з вивченням мови); навчання наодинці в групі; академічні курси, спрямовані на вступ до університету.
Мовно-навчальні тури можуть бути індивідуальними та груповими (частіше за все — це групи бізнес-мови, групи школярів). Головна особливість підготовки мовно-навчального туру — виключно індивідуальний підхід: школи та навчальні програми підбираються для кожної людини з урахуванням її мовного рівня, освіти, віку. Організацією мовно-навчальних турів займаються в основному спеціалізовані рецептивні туроператори. Вони укладають договори з місцевими навчальними закладами (університетами, інститутами, коледжами) на використання навчальної бази, роботу викладачів та користування методичними посібниками. Зазвичай у рецептивного туроператора в навчальних турах є договори не з одним, а з кількома навчальними закладами, що надають дещо різні умови навчання та інших послуг (розміщення, дозвілля, спорт), а значить, і більший вибір для туристів.
Екскурсійно-пізнавальні програми включають в себе вивчення культури та пам'яток країни відвідування, її історії та літератури. Однією з форм навчання може бути відвідування театрів.
Курси вивчення іноземних мов і заняття спортом — ця форма навчальних турів також набуває все більшої популярності у світі (особливо серед молодіжної клієнтури). Групові тури з розміщенням в таборах, кемпінгах, коледжах дозволяють вивчати мову серед своїх однолітків, не надто відриваючись від звичайного середовища. Тут навчальні програми поєднуються зі спортивними й дозвільними заходами.
Поширеною пропозицією є організація мовних турів для бізнесменів. Для дорослої клієнтури основною причиною навчання є необхідність володіння однією або кількома іноземними мовами. Доросла аудиторія відправляється в подібні поїздки за рахунок своїх фірм і підприємств, індивідуально або із сім'єю. Улюбленими турами цієї категорії є тури, що поєднують курси за інтенсивною програмою з великою культурною програмою.

## Кому підходить мовний туризм
Тури з вивченням іноземних мов дуже популярні серед клієнтів різного віку — від дітей та їх батьків, що купують тури з метою полегшення вивчення мови, до дорослих підприємців, які цікавляться розмовною бізнес-мовою для проведення різних переговорів.
Поїздки з метою навчання дуже корисні для дітей. Найчастіше батьки обирають для своїх дітей мовні навчальні тури, де юнаки та дівчата вдосконалюють знання іноземної мови і відпочивають на пляжі, катаються на лижах, займаються спортом, танцюють, малюють або обирають інші розваги, залежно від сезону і формату навчального туру.
Мовні тури підходять і студентам. Крім вдосконалення іноземної мови, такі освітні тури для студентів познайомлять з історією і культурою іншої країни, традиціями і менталітетом її громадян. Така поїздка подарує молодим людям не лише нові знання, а й нові знайомства.
Мовні тури для дорослих — це чудова можливість підвищити кваліфікацію або поліпшити володіння іноземною мовою. Фахівці різних галузей, зацікавлені у своєму професійному зростанні, обирають навчання в іншій країні: проходять спеціалізовані програми і курси, відвідують офіси компаній або виробництво в інших країнах, отримують унікальний досвід і застосовують отримані знання в роботі.

## Популярні країни для мовного туризму
Найбільш популярне на сьогодні вивчення англійської мови, далі німецька, іспанська/італійська. Слідом за ними йдуть пропозиції з вивчення французької та португальської мов. Рідше, але все ж зустрічаються пропозиції щодо вивчення східних мов під час спеціальних турів в Азію — китайської, фарсі, японської.
Поєднання мовної підготовки з відпочинком і туризмом в країні мови, що вивчається, дає дуже хороші результати. Такі тури організовуються в основному в країни, де національними мовами є поширені у світі мови, які найбільше вживаються — Англію, США, Францію, Іспанію, Німеччину, Італію, Португалію. Є, звичайно, і винятки, коли англійську мову з успіхом можна вивчити в Ірландії, або на Мальті.
Наприклад, у Швейцарії можна поєднати вивчення німецької/французької мови із заняттями альпінізмом; додаткові послуги у Франції і на Мадейрі передбачають екскурсії на виноробні підприємства та дегустацію вин; Південна Африка приваблює лінгвотуристів розмаїттям мов, етносів, культур, Австралія — унікальною фауною, Нова Зеландія — «космічним» ландшафтом.